# Rià
|  | Per a altres significats, vegeu «Rià i Cirac». |

Rià (grec antic: Ῥιανός, llatí: Rhianus) va ser un poeta i gramàtic alexandrí nadiu de Creta que va viure a la segona meitat del segle iii aC. Com a gramàtic va ser comentarista d'Homer.
Suides diu que va néixer a Bena o a Cerea, obscures ciutats cretenques, però altres fonts el fan nadiu d'Itome, a Messènia, encara que sembla que només hi va residir un temps recollint materials pels seus poemes sobre les guerres messèniques.
Suides diu que era esclau, però després de ser instruït va esdevenir un gramàtic. Segurament va viure algun temps a Alexandria en contacte amb Erastòtenes. La data del seu floriment se situaria entorn del 222 aC.
Segons Suides va escriure ἔμμετρα ποιήματα, Ἡρακλειάδα ἐν βιβλίοις δ, possiblement una lectura correcta seria ἑξάμετρα ποιήματα (poemes en hexàmetres). Els seus poemes èpics van ser els que li van donar la fama i eren extrets de la vella mitologia o dels annals d'alguns estats. Un poema portava el títol de Φήμη ('anunci', 'predicció') però només se'n coneix una línia mencionada per Esteve de Bizanci, i no es pot determinar de què tracta. Suetoni menciona els seus poemes entre els representants de l'Escola Alexandrina, que l'emperador Tiberi admirava.
Com la majoria de poetes alexandrins, Rià va escriure també epigrames, i en figuren a la Garlanda de Meleagre i a l'Antologia palatina, la recopilació feta per Constantí Cefalàs. Tracten de temes amorosos amb molta llibertat, però tots són elegants en el llenguatge, senzills d'expressió i molt enginyosos.